# Acraea gabrieli
Acraea gabrieli är en fjärilsart som beskrevs av Francis Gard Howarth 1969. Acraea gabrieli ingår i släktet Acraea och familjen praktfjärilar. Inga underarter finns listade i Catalogue of Life.